# Amblygobius buanensis
Amblygobius buanensis е вид лъчеперка от семейство Попчеви (Gobiidae). Видът е незастрашен от изчезване.

## Разпространение и местообитание
Разпространен е в Индонезия, Палау и Филипини.
Среща се на дълбочина около 0,5 m, при температура на водата около 29 °C и соленост 34,1 ‰.

## Описание
На дължина достигат до 7,5 cm.